# Dan brez nakupov
Dan brez nakupov (angleško Buy Nothing Day) je neformalni dan protesta proti prekomernemu potrošništvu. V Severni Ameriki ga praznujejo v petek po dnevu zahvalnosti (Thanksgiving day), drugod po svetu pa dan kasneje. Začetnik ideje "dneva brez nakupov" je Ted Dave, umetnik iz Vancouvra, v veliki meri pa je za promocijo poskrbela kanadska revija Adbuster. 
Prvi "dan brez nakupov" je potekal v septembru 1992 kot dan, namenjen »premisleku sodobne bogate družbe o težavah in posledicah, ki jih prinaša prekomerno potrošništvo.« Leta 1997 je bil dogodek prestavljen na petek po dnevu zahvalnosti, ki je eden od desetih najbolj vročih nakupovalnih dni v Združenih državah Amerike. Izven Združenih držav se praznuje "dan brez nakupov" v soboto, dan kasneje. Kljub polemikam je reviji Adbusters uspelo oglaševati dogodek na televizijski postaji CNN, medtem ko so vse ostale televizijske mreže odklonile predvajanje njihovih oglasov. Kmalu zatem so se začele pojavljati aktivnosti v različnih državah po svetu.
Medtem ko je prevladujoče mnenje kritikov, da bodo ljudje nakupovali pač naslednji dan, aktivisti poudarjajo, »da ne gre le zato, da spremeniš svoje navade za 24 ur,« temveč  »da izkoristiš ta dan kot odskočno desko k vseživljenjskemu zmernejšemu potrošništvu in posledičnemu ustvarjanju manjše količine odpadkov.«